# Łagiewniki (gmina Suchy Las)
Łagiewniki – nieistniejąca już wieś w gminie Suchy Las, w powiecie poznańskim, w województwie wielkopolskim. Obecnie leży na poligonie wojskowym Biedrusko, do którego wieś i tereny przyległe zostały włączone w 1940.
Wieś szlachecka położona była w 1580 roku w powiecie poznańskim województwa poznańskiego.
W 1940 r. została włączona do obszaru poligonu Biedrusko, ale ostatni mieszkańcy opuścili Łagiewniki tuż po II wojnie światowej.
Nazwa występuje w zestawieniu obiektów fizjograficznych PRNG jako błoto, bagno, jako źródło podano Mapa 1:10 000.
12 maja 1968 roku odsłonięto Pomnik Ofiar Faszyzmu ku czci pomordowanych przez Niemców mieszkańców wsi i okolicy.

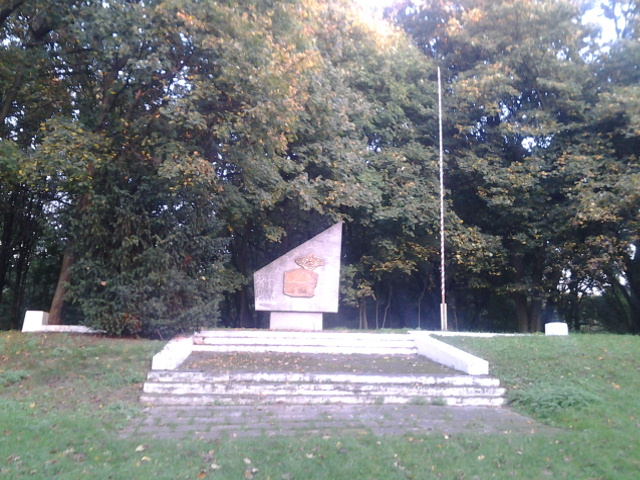
Pomnik Ofiar Faszyzmu